# كلايتون هودسون
كلايتون هودسون هو سياسي كندي، ولد في 20 مارس 1897 في كندا، وتوفي في 14 أبريل 1970 في كندا. حزبياً، نشط في الحزب الكندي التقدمي المحافظ. وقد انتخب عضو مجلس العموم الكندي.